# 原油等関税
原油等関税（げんゆとうかんぜい）は、原油、石油製品（ハイサルファーC重油、ローサルファーC重油、ガソリン、軽油、灯油等）の輸入の際に課される関税で、国税、間接税の一つ。関税法においては他の関税と異なることはないが、平成18年度まではその税収を一般会計ではなく特別会計の歳入としており、財政関税であるとされていた。
原油については、平成19年度から関税が無税となり、石油製品の関税は一般会計の歳入となり財政関税ではなくなった。
起源的には、石炭対策のために原油及び重油の関税を「原重油関税」としてあてていたものを平成元年度から重油以外の石油製品にも対象に広げたもの。

## 税収の推移
財務省の統計を参照（単位:100万円）
- 平成14年度 41,470
- 平成13年度 49,740
- 平成12年度 54,957
- 平成11年度 53,561
- 平成10年度 51,818
- 平成9年度  58,820